# 廣東文獻
《廣東文獻》（英語：Kwangtung Culture Quarterly）由广东文献季刊社出版发行，创刊于1971年1月，该刊为季刊，16开，至今仍在出版。

## 創刊
中華民国政治家、教育家、实业家、《廣東文獻》創辦者梁寒操發刊词：從近代中國變革史考察，更發現在民國成立前之三十年間，居於嶺南地區之華冑對於中華民族應如何變革，以適存於未來世界之見解，尤有其獨特之貢獻，如容閎、如詹天佑、如鄭觀應、如康有為、如梁啓超、如胡禮垣、如何啓、如孫中山、如陳少白等皆曾發表其種種救時之主張，影響深遠，可於近代史料徵之。願為本季刊執筆諸公能注意及此多所闡述，此皆廣東文獻中之中國瓌寶也。

## 內容
《廣東文獻》以傳承廣東文化發揚廣東精神為內容，每三個月出版一次，採訂閱、贈閱雙軌發行。
主题聚焦: 海峡形势 | 战争实录 | 两岸交流 | 学术专栏 | 文学艺术 | 故土回忆 | 史料谱乘 | 人物春秋 | 经教卫文 | 文献动态。 往年广东文献季刊杰出人物专题包括陈献章、康有为、孙中山、薛岳、田家炳等。曾有精彩专题: 广东客家文化集粹、梅州再建梅花乡案、广东革命史料汇集、在台广东方志资料、馬超俊先生百齡冥誕紀念專輯。